# Chalcoecia gloria
Chalcoecia gloria är en fjärilsart som beskrevs av William Schaus 1911. Chalcoecia gloria ingår i släktet Chalcoecia och familjen nattflyn. Inga underarter finns listade i Catalogue of Life.